# Вергерето
Вергерето (итал. Verghereto) је насеље у Италији у округу Форли-Чезена, региону Емилија-Ромања.
Према процени из 2011. у насељу је живело 220 становника. Насеље се налази на надморској висини од 815 м.

## Становништво
| 1931. | 1936. | 1951. | 1961. | 1971. | 1981. | 1991. | 2001. | 2011. |
| ----- | ----- | ----- | ----- | ----- | ----- | ----- | ----- | ----- |
| 4.005 | 3.830 | 3.752 | 3.464 | 2.908 | 2.552 | 2.302 | 2.027 | 1.974 |